# Leucena

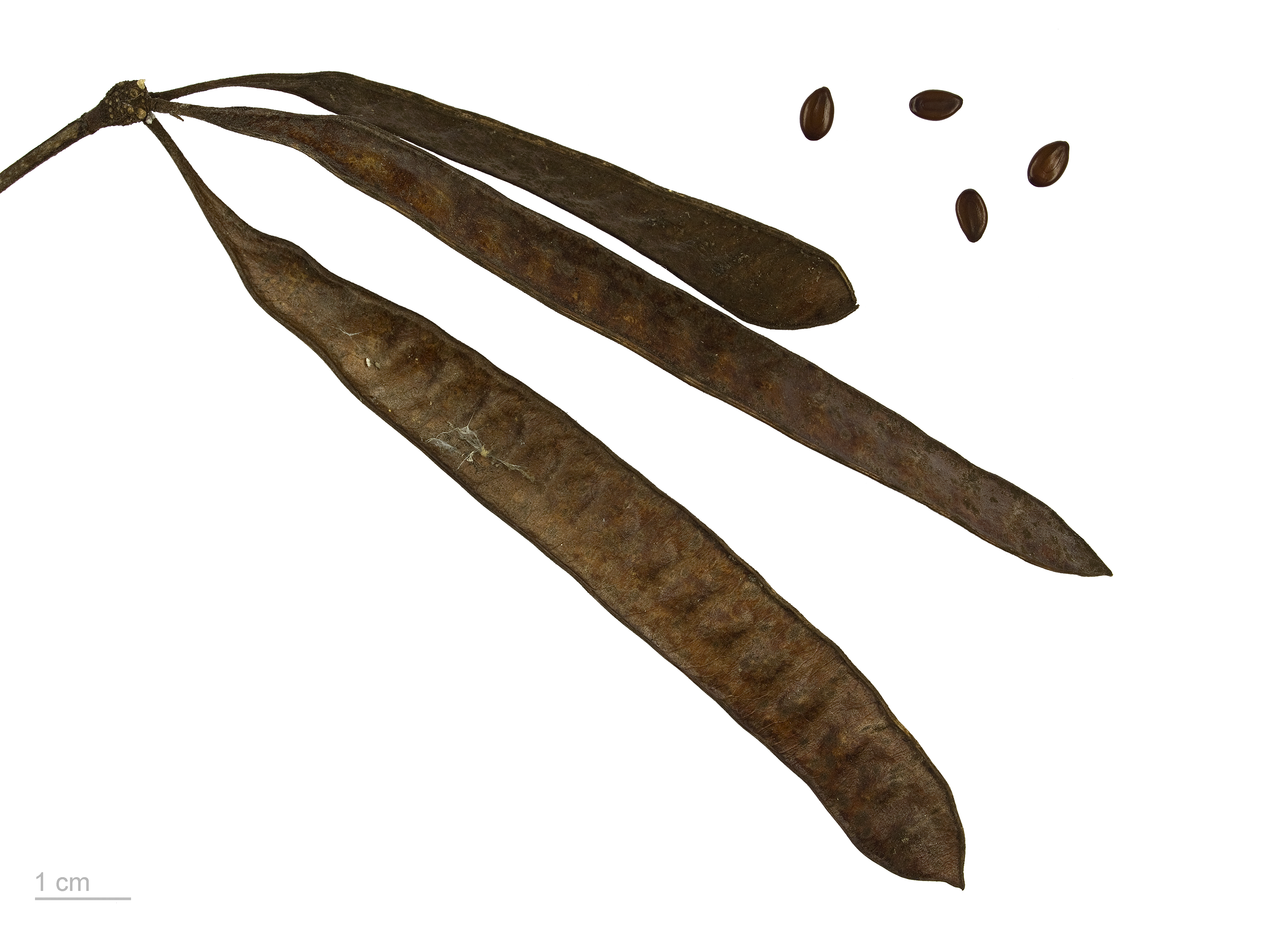
Leucaena leucocephala - MHNT

Leucena (Leucaena leucocephala.), é uma planta nativa da America Central. É uma leguminosa perene, palatável com grande utilidade na alimentação de suínos, bovinos e caprinos, e sua resitência à seca foi de grande importância para sua utilização nos sistemas de alimentação de animais no Brasil Central em décadas.
A leucena mantém-se verde na estação seca, perdendo somente os folíolos em secas muito prolongadas ou com geadas fortes. Nas regiões de clima tropical essa planta pode crescer de forma rápida o que gera um custo de produção bem baixo. As vagens, quando maduras, abrem-se longitudinalmente, ejetando as sementes que apresentam uma película cerosa bastante resistente e que impede a sua germinação nos primeiros meses após sua queda ao solo. É uma planta perene, e são citados plantios com mais de 40 anos em utilização 
Pode chegar até 3 metros de altura no primeiro ano de plantio. Para que a leguminosa possa desenvolver-se normalmente, precisa estar nodulada com bactérias fixadoras de nitrogênio o (Rhizobium). Os nódulos formados por esta bactéria situam-se em pequenas raízes laterais, próximas à superfície do solo e, quando efetivos na fixação de nitrogênio atmosférico, apresentam cor rosada intensa e podem fixar anualmente mais de 500 kg de N/ha. Para melhor adesão do inoculante as sementes, deve-se aplicar o inoculante com adesivo preparado com polvilho , semelhante ao que já foi descrito para o guandu. Emprega-se meio litro de adesivo para cada pacote de inoculante de 200 g, quantidade suficiente para inocular 50 kg de sementes. As sementes inoculadas devem ser mantidas à sombra e semeadas o mais breve possível
Essa leguminosa tem excelente valor protéico. O teor de proteína bruta na fração de folhas + vargens situa-se entre 21 e 23% e nas hastes finas entre 8 a 10%. A fração utilizável para forragem, sendo uma mistura de aproximadamente metade de folhas mais vagens e metade de hastes finas, faz com que a forragem obtida apresente teores médios entre 14,7 e 16,5% de PB. Assim, o valor nutritivo do material foliar da leucena pode ser comparado ao da alfafa (Medicago sativa), tida como a 'rainha' das leguminosas forrageiras, com teores de proteína bruta, minerais e aminoácidos muito similares. O material foliar da leucena é também uma excelente fonte de betacaroteno, precursor da vitamina A, o que tem vital importância na época seca, quando o pasto geralmente está seco e a leucena apresenta-se verde.
A leucena pode ainda ser utilizada na forma de feno ou farinha (obtida pela moagem e dessecação ao sol) fornecida a bovinos, suínos e aves, embora, neste caso, devam ser utilizadas as leucenas que apresentam teores baixos de Mimosina. Pode ainda ser cortada juntamente com o milho e/ou sorgo para confecção de silagens mistas, com benefícios em termos de enriquecimento protéico da silagem resultante, sem qualquer prejuízo para o processo fermentativo. Adições de 20% de leucena ao milho resultam em elevação do teor de proteína bruta na silagem em até 12 % na matéria seca. Silagens exclusivas de leucena podem ser confeccionadas em tambores ou em pequenos silos de superfície utilizando-se filmes de polietileno.
Porém, devido a grande capacidade de adaptação, a espécie acabou se proliferando de forma descontrolada e se tornando uma espécie altamente invasora, competindo com a vegetação natural de diversos biomas e se tornando um grande problema.

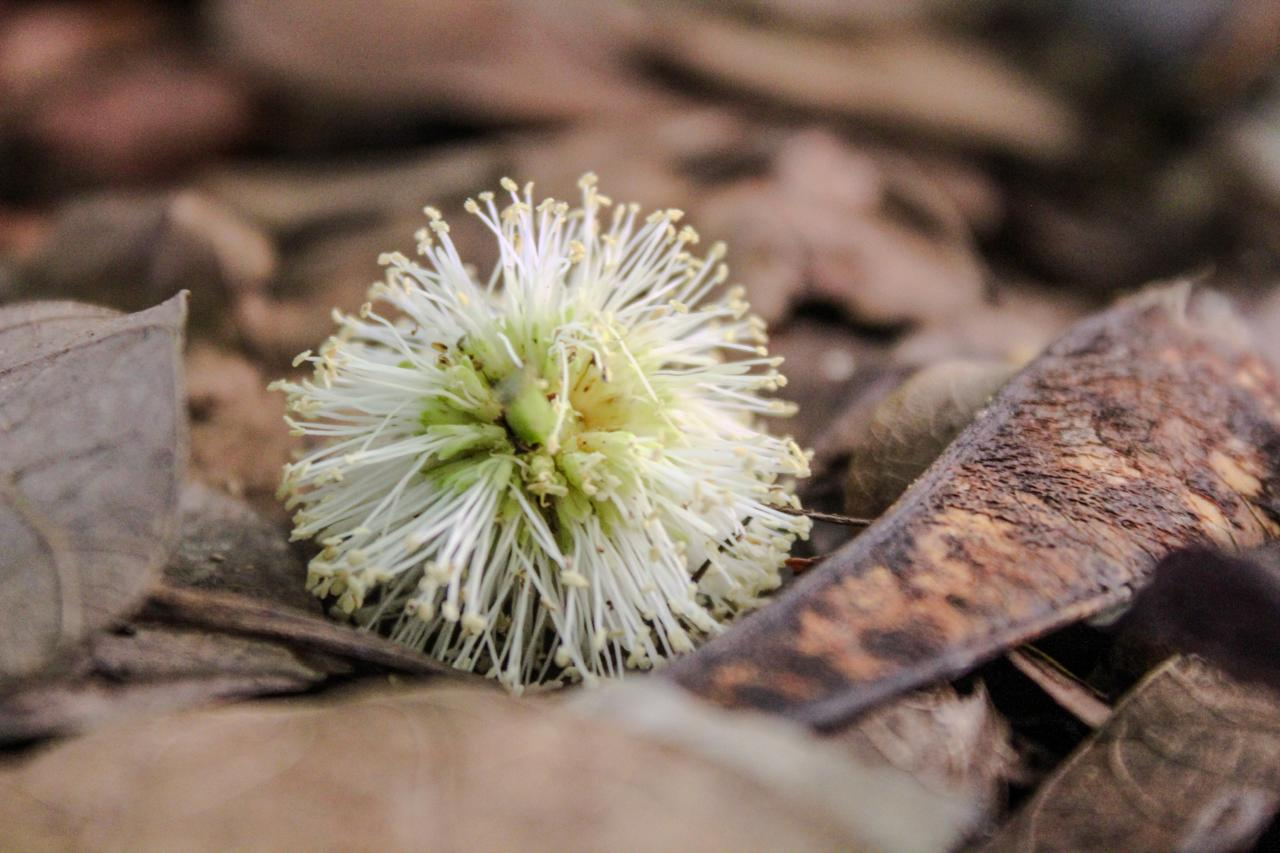
Lucena

"Desenvolve-se em regiões com precipitações pluviométricas variando de 600 mm a 1.700 mm por ano. Todavia, pode ser também encontrada em áreas mais secas, com precipitações em torno de 250 mm. Resiste a períodos de estiagem superiores a oito meses e déficit hídrico anual de até 870 mm. Restringe-se aos trópicos e subtrópicos, com temperaturas entre 10 ºC e 40 ºC. Não é tolerante às geadas, todavia, populações de L. leucocephala provenientes de locais mais elevados no nordeste do México apresentaram maior tolerância à geada do que aquelas originárias de locais de baixa altitude." 
"Tolera parcialmente solos salinos, desenvolvendo-se bem em solos bem drenados com pH entre 5,5 e 8,5. Não apresenta bom desenvolvimento em solos que contêm altos teores de alumínio. Necessita cálcio, fósforo, enxofre, zinco, boro e molibdênio para um bom desenvolvimento. É considerada uma espécie capaz de melhorar a qualidade de solos pobres em matéria orgânica, especialmente por apresentar um sistema radicular bem desenvolvido, com capacidade de fixar nitrogênio atmosférico por meio da simbiose com bactérias do gênero Rhizobium e pela solubilização do fósforo por meio de associação com fungos endomicorrízicos vesículo-arbusculares (FMVA) dos gêneros Glomus e Gigaspora. Não é tolerante a solos mal drenados, especialmente durante o crescimento das mudas. O seu desenvolvimento pode ser reduzido substancialmente durante os períodos de alagamento. No entanto, uma vez estabelecida, pode sobreviver por curtos períodos de umidade excessiva. Variáveis topográficas: Desenvolve-se bem em altitudes de até 1.500 m."
"Das 22 espécies do gênero, a Leucaena leucocephala é a mais difundida e a que apresenta maior distribuição geográfica. É uma planta arbóreo arbustiva, com altura de até 20 m e diâmetro à altura do peito (DAP) de até 30 cm. Possui folhas bipinadas de 15 cm a 20 cm de comprimento, com 4 a 10 pares de pinas, cada uma com 5 a 20 pares de folíolos; foliólulos com 7 mm a 15 mm de comprimento e 3 mm a 4 mm de largura. Numerosas flores brancas se agrupam em capítulo globular de 1,5 cm a 3 cm de diâmetro. Os frutos são vagens, planas, de 12 cm a 18 cm de comprimento e 1,5 cm a 2,0 cm de largura, contendo 15 a 30 sementes elípticas, achatadas, brilhantes, de coloração marrom, com 6 mm a 8 mm de comprimento e 3 mm a 4 mm de largura. Em geral, um quilograma de sementes de leucena contém de 15 a 20 mil sementes."

## Clima, solo e adubação

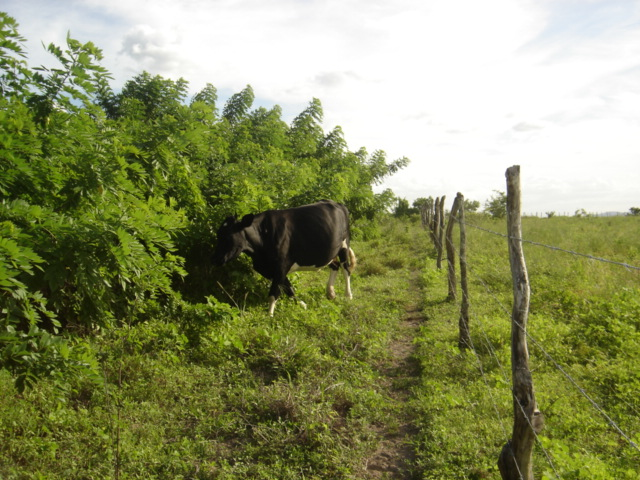
Banco de proteina

"As leucenas crescem nos trópicos e subtrópicos em regiões de até 500 m de altitude, suportando grandes diferenças de precipitação, luminosidade, salinidade do solo, inundações periódicas, fogo, geadas leves e seca.
O seu melhor desenvolvimento, no entanto, é obtido em áreas onde chove de 600 a 1.700 mm suportando bem épocas curtas de estiagem. É uma planta que prefere insolação direta, perdendo as folhas na sombra e com geadas leves, rebrotando, no entanto, logo após a sua ocorrência.
A leucena não cresce bem em solos ácidos, latossólicos com alto teor de alumínio e geralmente deficientes em cálcio, molibdênio e zinco, sendo necessário, neste caso, a inclusão de calcário e fosfatos. Cresce melhor em solos com pH próximo ao neutro, e a nodulação e seu crescimento são afetados, adversamente, abaixo de pH 5,5.
A calagem de solos ácidos, visando elevar o pH para próximo do neutro, e adubações pesadas de superfosfato simples melhoram bastante a camada superficial do solo, mas as raízes da leucena, nestas condições, não se aprofundam, tornando a planta sensível à falta de água que ocorre na estação seca, reduzindo a produção de forragem.
Experimentos conduzidos em Campo Grande (MS), em solo LVE com pH em torno de 5,5 e com teor de alumínio 0,3 a 0,5, mostraram que aplicações de 4 t de calcário dolomítico por ha e adubação de 450 kg de superfosfato simples mais 40 kg de FTE-Br 16/ha, possibilitaram a obtenção de produções de 5,5 a 6,0 t de MS/ha, na fração utilizável para forragem (folhas + vagens + hastes finas). No entanto, em anos de seca acentuada, a produção de outono é bastante baixa (1,5 a 2,0 t de MS/ha)."
"É portanto, recomendável que seu plantio seja feito em solos férteis ou fertilizados, em que o pH esteja acima de 6."
Quando o solo é ácido, mesmo com calagem e adubação, somente serão obtidas altas produções, se houver, na região, boa distribuição de chuvas ao longo do ano ou através de irrigação no período seco. Neste caso, a planta não depende do aprofundamento do sistema radicular que, mesmo superficial, devido ao subsolo acido (Seiffert 1982b), não sofrerão restrições no suprimento de água."

## Escarificação, inoculação e fixação de N
"Dependendo da variedade e do tempo de armazenagem a leucena apresenta uma grande quantidade de sementes duras que, para germinarem, precisam ser escarificadas.
Em testes de quebra de dormência, realizados no CNPGC, foram revistos os métodos de escarificação (Seiffert 1982c), tendo sido testadas as leucenas L. leucocephala cv. Peru, L. leucocephala cv. Cunningham, L. pulverulenta, L. diversifolia e L. leucocephala cv. Campina Grande. Neste grupo, as cultivares Peru e L. pulverulenta mostraram o mais alto número de sementes duras e a mais baixa percentagem de germinação."
A leucena mantém-se verde na estação seca, perdendo somente os folíolos em secas muito prolongadas ou com geadas fortes.nas regiões de clima tropical essa planta pode crescer de forma rápida o que gera um custo de produção bem baixo. As vagens, quando maduras, abrem-se longitudinalmente, ejetando as sementes que apresentam uma película cerosa bastante resistente e que impede a sua germinação nos primeiros meses após sua queda ao solo. É uma planta perene, e são citados plantios com mais de 40 anos em utilização 
Pode chegar até 3 metros de altura no primeiro ano de plantio. Para que a leguminosa possa desenvolver-se normalmente, precisa estar nodulada com bactérias fixadoras de nitrogênio o (Rhizobium). Os nódulos formados por esta bactéria situam-se em pequenas raízes laterais, próximas à superfície do solo e, quando efetivos na fixação de nitrogênio atmosférico, apresentam cor rosada intensa e podem fixar anualmente mais de 500 kg de N/ha. Para melhor adesão do inoculante as sementes, deve-se aplicar o inoculante com adesivo preparado com polvilho , semelhante ao que já foi descrito para o guandu. Emprega-se meio litro de adesivo para cada pacote de inoculante de 200 g, quantidade suficiente para inocular 50 kg de sementes. As sementes inoculadas devem ser mantidas à sombra e semeadas o mais breve possível
Essa leguminosa tem excelente valor protéico. O teor de proteína bruta na fração de folhas + vargens situa-se entre 21 e 23% e nas hastes finas entre 8 a 10%. A fração utilizável para forragem, sendo uma mistura de aproximadamente metade de folhas mais vagens e metade de hastes finas, faz com que a forragem obtida apresente teores médios entre 14,7 e 16,5% de PB. Assim, o valor nutritivo do material foliar da leucena pode ser comparado ao da alfafa (Medicago sativa), tida como a 'rainha' das leguminosas forrageiras, com teores de proteína bruta, minerais e aminoácidos muito similares. O material foliar da leucena é também uma excelente fonte de betacaroteno, precursor da vitamina A, o que tem vital importância na época seca, quando o pasto geralmente está seco e a leucena apresenta-se verde.
A leucena pode ainda ser utilizada na forma de feno ou farinha (obtida pela moagem e dessecação ao sol) fornecida a bovinos, suínos e aves, embora, neste caso, devam ser utilizadas as leucenas que apresentam teores baixos de Mimosina. Pode ainda ser cortada juntamente com o milho e/ou sorgo para confecção de silagens mistas, com benefícios em termos de enriquecimento protéico da silagem resultante, sem qualquer prejuízo para o processo fermentativo. Adições de 20% de leucena ao milho resultam em elevação do teor de proteína bruta na silagem em até 12 % na matéria seca. Silagens exclusivas de leucena podem ser confeccionadas em tambores ou em pequenos silos de superfície utilizando-se filmes de polietileno.
Porém, devido a grande capacidade de adaptação, a espécie acabou se proliferando de forma descontrolada e se tornando uma espécie altamente invasora, competindo com a vegetação natural de diversos biomas e se tornando um grande problema.
Há ampla literatura de registros dos problemas ecológicos causados pela Leucena, que figura na lista das 100 piores espécies invasoras do mundo. É reconhecida como invasora agressiva e causadora de perda de biodiversidade em vários países. No Brasil, o Instituto Chico Mendes de Conservação da Biodiversidade (ICMBio) estuda formas de controlar a propagação da espécie na Ilha de Fernando de Noronha, onde a área ocupada pela espécie aumentou cerca de 40% nos últimos 20 anos.